# Alekszandrovszkojei járás (Sztavropoli határterület)

Az Alekszandrovszkojei járás a Sztavropoli határterületen

Az Alekszandrovszkojei járás (oroszul Александровский муниципальный район) Oroszország egyik járása a Sztavropoli határterületen. Székhelye Alekszandrovszkoje.

## Népesség
- 1989-ben 49 434 lakosa volt.
- 2002-ben 50 978 lakosa volt.
- 2010-ben 50 235 lakosa volt, melyből 42 963 orosz, 1 993 cigány, 1 477 dargin, 875 örmény, 350 csecsen, 345 ukrán, 251 tabaszaran, 159 avar, 122 fehérorosz, 117 azeri, 115 német, 105 karacsáj, 96 koreai, 92 kumik, 81 oszét, 70 grúz, 67 lak, 54 tatár, 52 görög, 46 kabard, 45 ezid, 44 lezg, 35 agul, 35 moldáv stb.